# Leynes
Leynes é uma comuna francesa na região administrativa de Borgonha-Franco-Condado, no departamento Saône-et-Loire. Estende-se por uma área de 4,82 km². Em 2010 a comuna tinha 526 habitantes (densidade: 109,1 hab./km²).